# Assembleia calada
Assembleia ou Comício calado (em latim: comitia calata), durante o período do Reino de Roma, foi a mais velha das assembleias populares. Muito pouco se sabe sobre ela.
A assembleia calada era atendida na Monte Capitolino e também foi organizada com base nas trinta cúrias. O objetivo desta assembleia não legislativo ou legal, mas sim religioso. O pontífice máximo presidia a assembleia, e exercia funções tais como a inauguração de sacerdotes e selecionadas virgens vestais.